# گروه جاست
گروه جاست (انگلیسی: Just Group plc) شرکت خدمات مالی بریتانیایی است، که در سال ۲۰۰۴ تأسیس شد.